# Чулу
Чу́лу (англ. Chulu) — традиційна громада у складі дистрикту Касунгу Центрального регіону Малаві.
Населення — 33041 особа (2018).